# Arnold Böcklin
Arnold Böcklin (Basilea, Suiza, 16 de octubre de 1827-Fiesole, Italia, 16 de enero de 1901) fue un pintor suizo encuadrado en el movimiento artístico del simbolismo, de gran influencia en el posterior movimiento surrealista.

## Biografía
Nació el 16 de octubre de 1827 en la ciudad suiza de Basilea. Su padre, Christian Frederick Böcklin, nacido en 1802, descendía de una antigua familia de Schaffhausen y se dedicaba al comercio de seda. Su madre, Ursula Lippe, era oriunda de la misma ciudad. Aunque comenzó como un pintor de paisajes, sus viajes a Bruselas, Zúrich, Génova y Roma le expusieron al arte renacentista y a la atmósfera del Mediterráneo, lo cual condujo a una inclusión de figuras mitológicas y alegóricas en su obra.

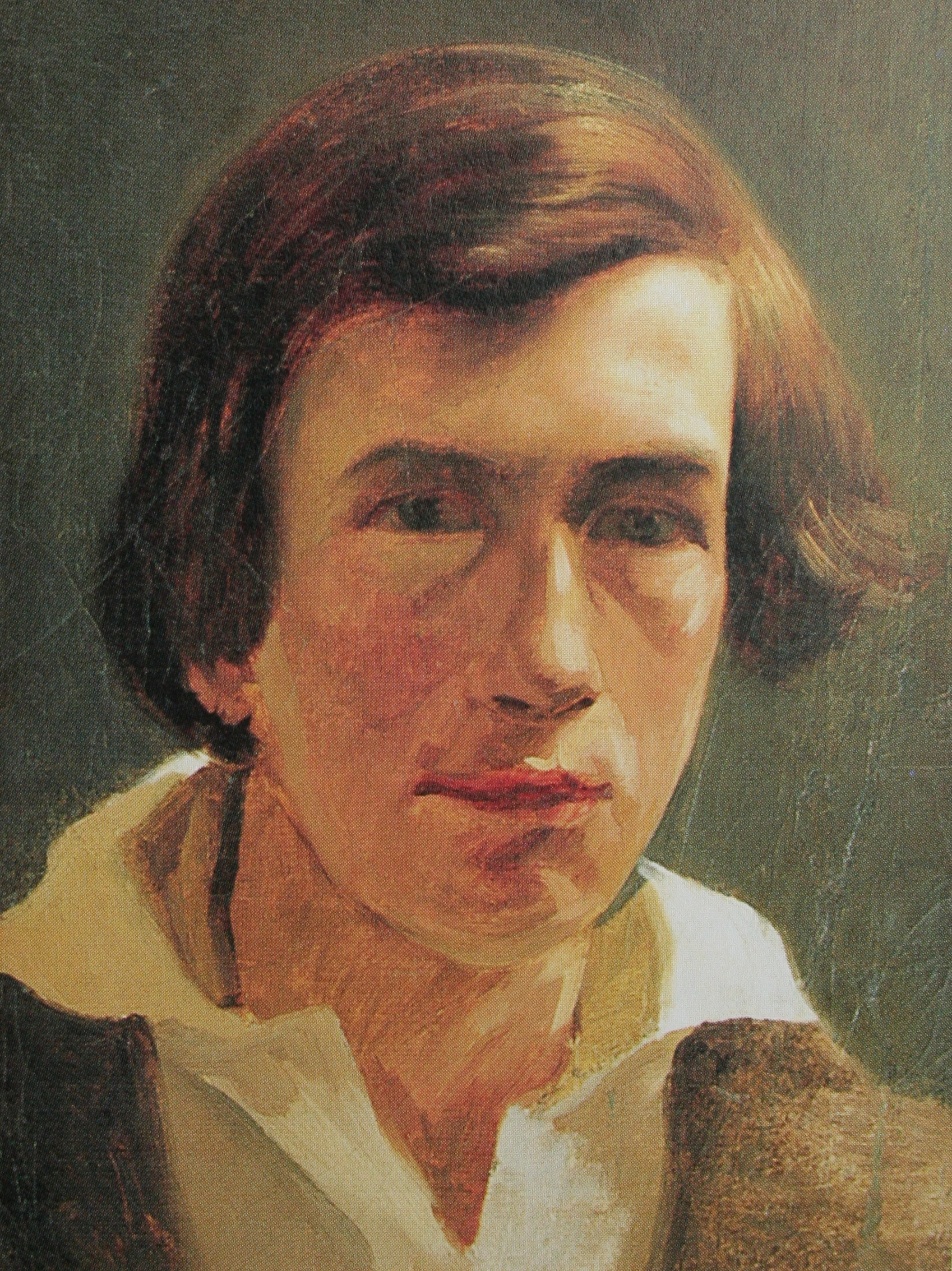
Retrato del joven Böcklin, por Rudolf Koller (1847)

En Basilea recibió clases de dibujo y empezó sus estudios de arte en 1846 en Düsseldorf —donde conoció a Ludwig Andreas Feuerbach—, bajo los auspicios de Schirmer. Viajó con su amigo, el pintor Rudolf Koller, a Bruselas y Amberes en 1847. Hacia 1847 Böcklin se instaló en París, donde comparte un estudio con Rudolf Koller. En el Museo del Louvre copian obras de arte del siglo XVII y se familiarizan con los trabajos de pintores contemporáneos como Rosa Bonheur y Constant Troyon. También visita el estudio del pintor Jacques Raymond Brascassat. En París fue testigo de la revolución de 1848. Viajó a Roma en 1850, donde entró en el círculo de los Feuerbach.
Después volvió a Basilea, pintó en Múnich para el mecenas e hispanista Schack, y en 1860 fue profesor de la pintura de paisaje en Weimar, en la escuela de arte fundada por el gran duque Carlos Alejandro de Sajonia. En 1862 regresó Böcklin a su querida Roma; de 1866 a 1871 vivió en su patria, pintando en Basilea los frescos del museo. De 1871 a 1874 residió otra vez en Múnich, de 1874 a 1885 en Florencia, de 1885 a 1892 en Zúrich y sus últimos años los pasó en Florencia y Fiesole. Falleció en Fiesole el 16 de enero de 1901.
Influido por el romanticismo, mantenía muchos nexos con la obra de Caspar David Friedrich y así netamente simbolista, pero dentro del estilo del art nouveau, sus obras bosquejan figuras fantásticas, mitológicas, bajo construcciones provenientes de la arquitectura clásica (que revelan a menudo una obsesión con la muerte), creando un mundo extraño, de fantasía.
Una de sus obras más significativas es La isla de los muertos,
 de la que realizó cinco versiones que habría pintado entre 1880 y 1886; esta pintura en parte evoca al Cementerio inglés de Florencia, cerca de su estudio y donde había enterrado a su hija pequeña María. También destacan:
- Autorretrato con la Muerte tocando el violín (1872), Alte Nationalgalerie de Berlín.

## Legado

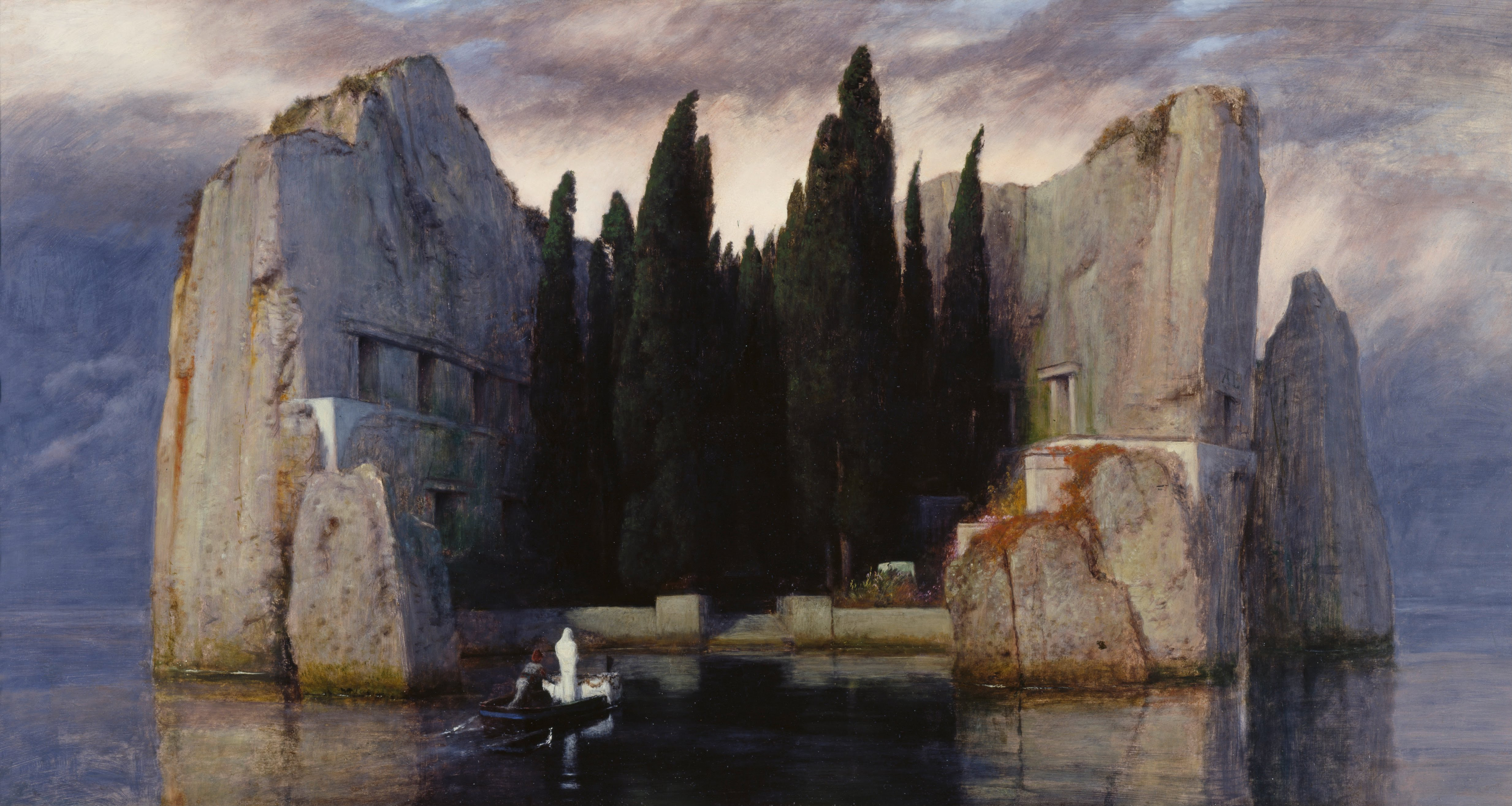
La isla de los muertos, su obra maestra. Tercera versión del cuadro, 1883.

Böcklin ejerció su influencia sobre los pintores surrealistas como Max Ernst, Salvador Dalí, H.R. Giger,y Giorgio de Chirico.
Otto Weisert diseñó un tipo de letra art nouveau en 1904 a la que llamó «Arnold Böcklin», tres años después de la muerte del pintor.
Las pinturas de Böcklin, en especial La isla de los muertos, inspiraron a varios compositores tardorrománticos. Rajmáninov y Heinrich Schülz-Beuthen compusieron poemas sinfónicos inspirados por ella, y en 1913 Max Reger compuso un conjunto de Cuatro poemas tonales según Böcklin, de los cuales el tercer movimiento es La isla de los muertos (los otros son El ermitaño tocando el violín, El juego de las olas y Bacanal).

## Galería

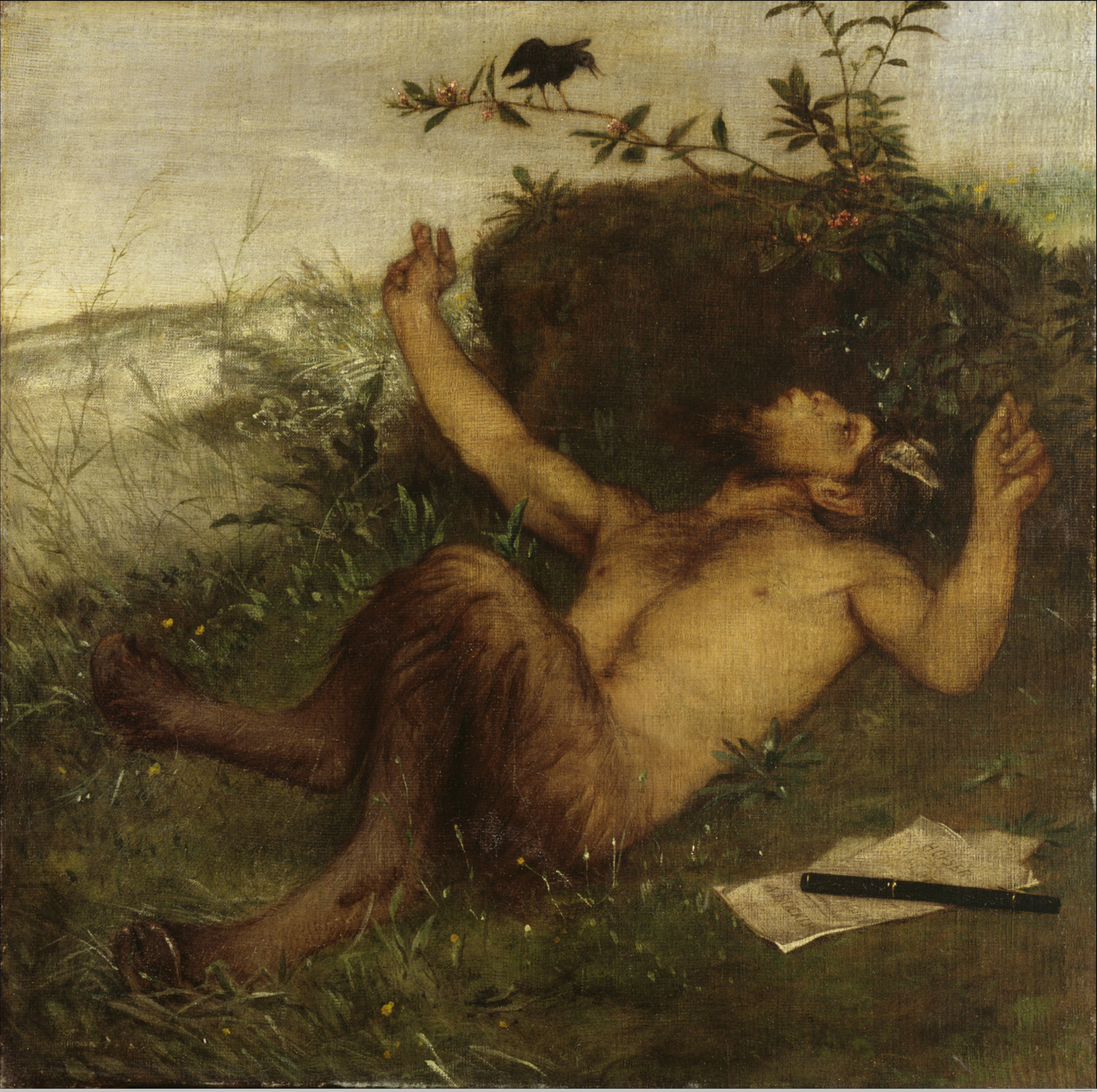
Fauno silbando a un mirlo, 1864-1865. Hannover, Niedersächsische Landesmuseum.
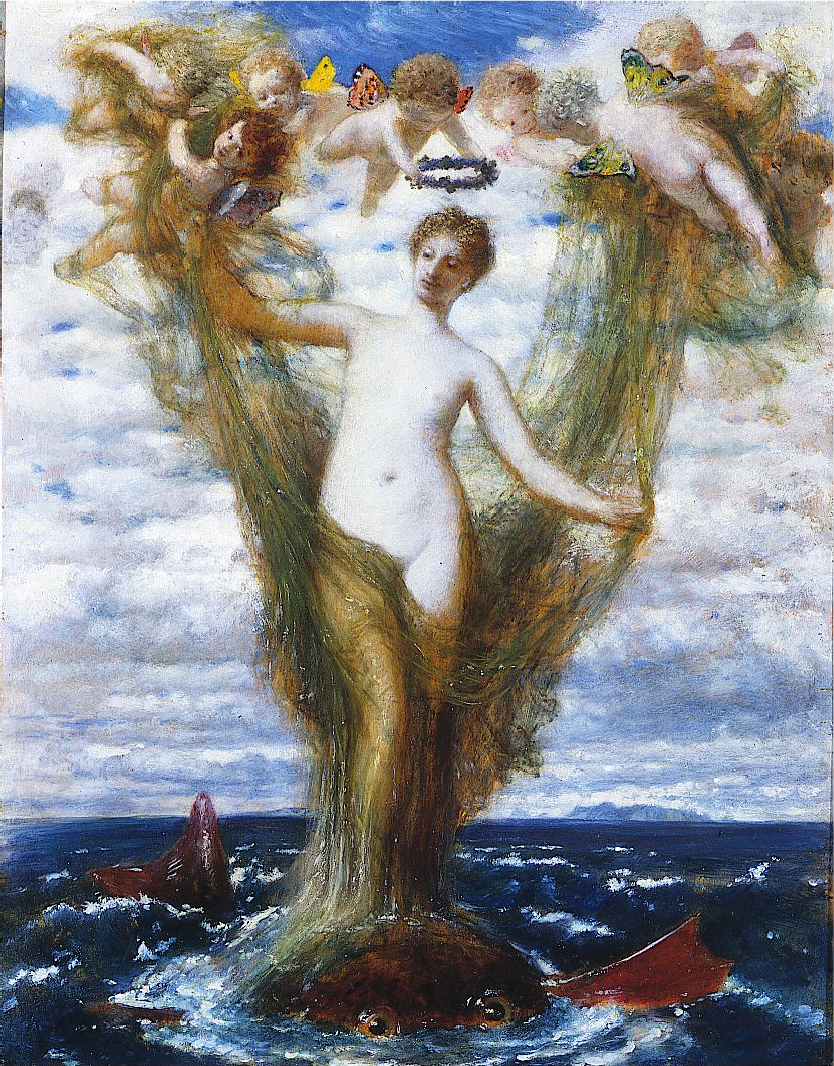
Venus Anadyomene, 1872. Museo de Arte de San Luis.
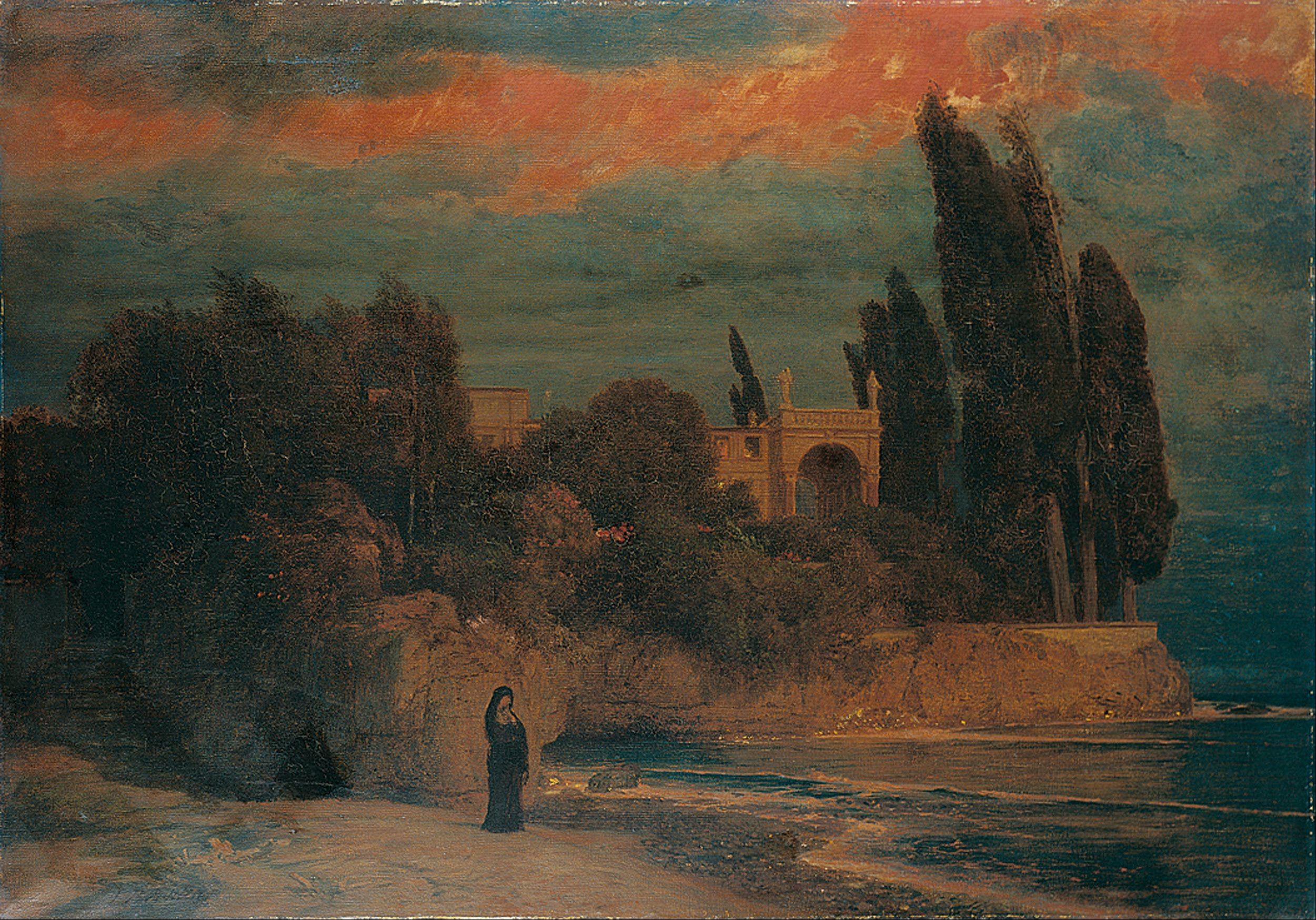
Villa junto al mar, 1871-1874. Fráncfort del Meno, Städel Museum
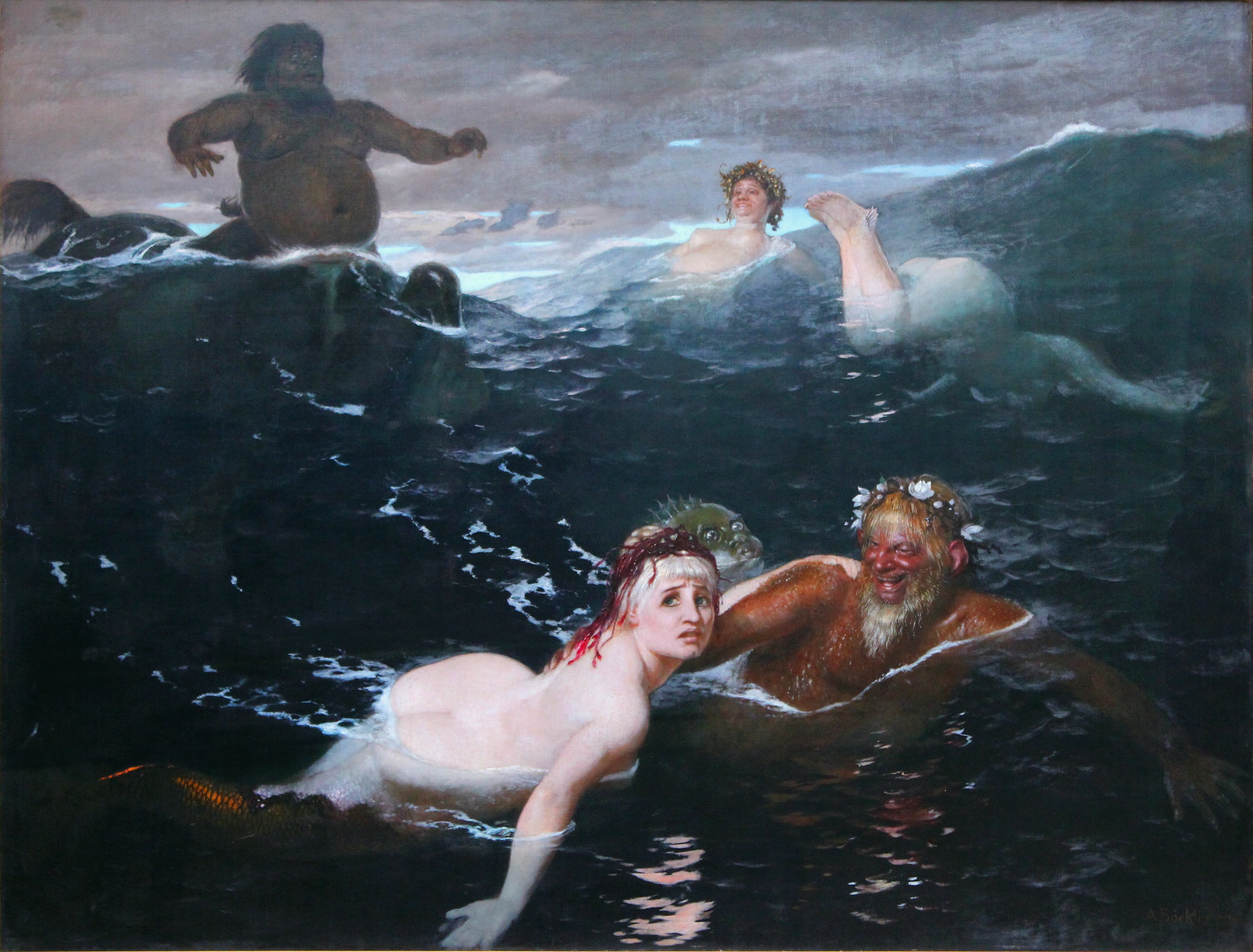
El juego de las olas, 1883, Múnich, Neue Pinakothek.
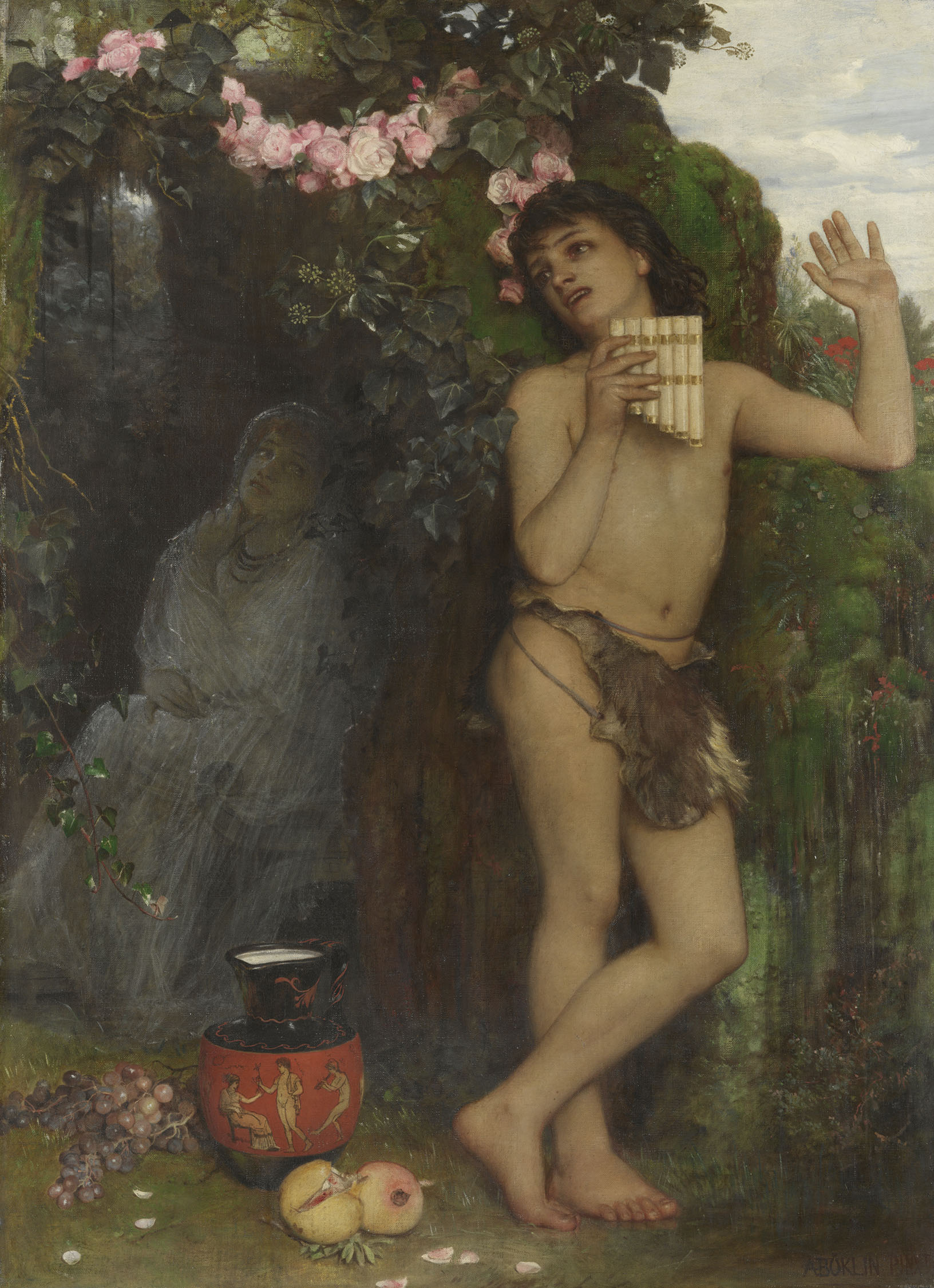
El lamento del pastor (Amarilis), Múnich, Schackgalerie .
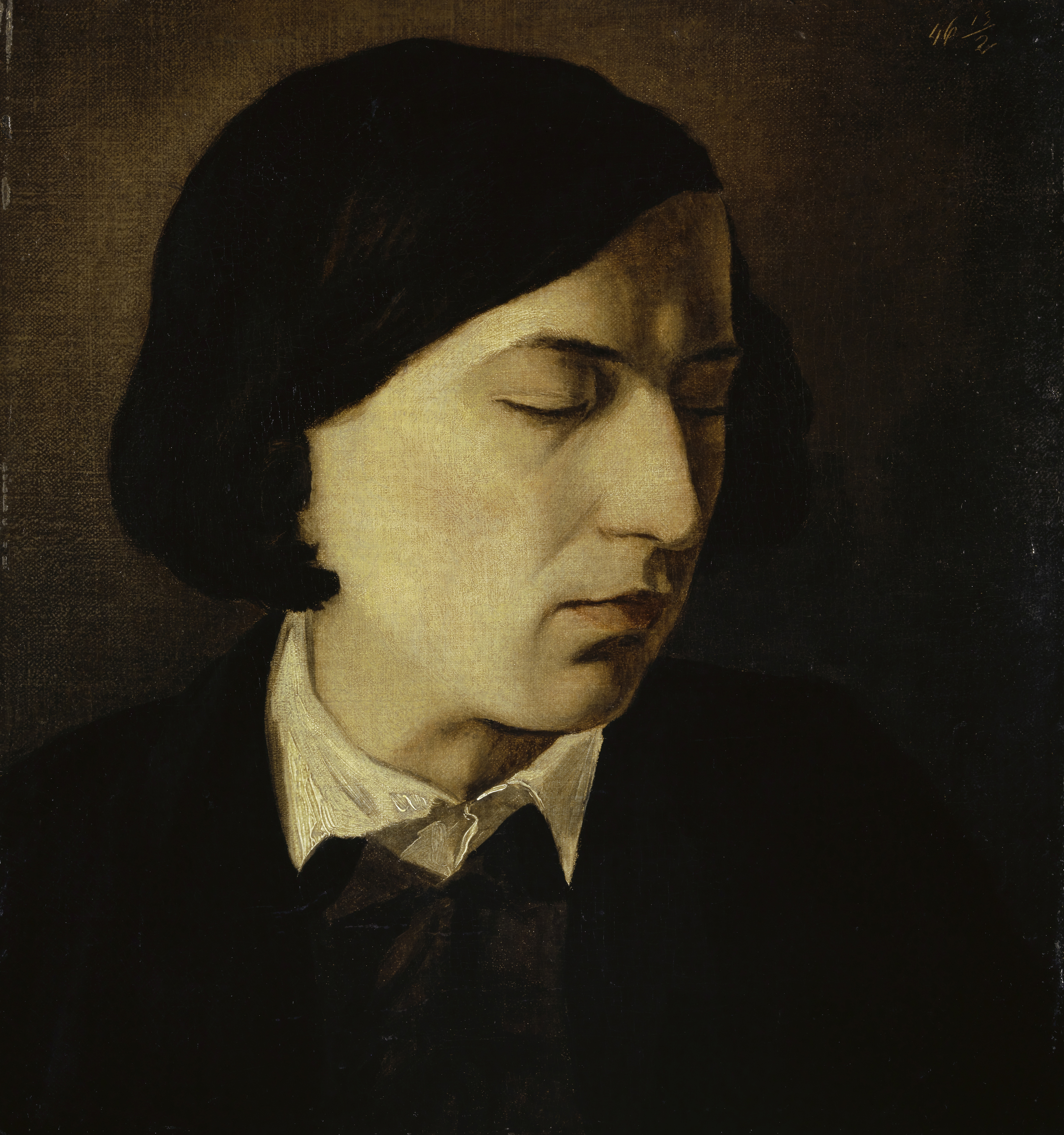
Alexander Michelis, Basilea, Museo de Arte de Basilea.